# District de Kalocsa
Le district de Kalocsa (en hongrois : Kalocsai járás) est un des 11 districts du comitat de Bács-Kiskun en Hongrie. Créé en 2013, il rassemble 21 localités dont Kalocsa, le chef-lieu du district. 
Cette entité existait déjà entre 1898 et 1984, année de la réforme territoriale qui a supprimé les districts. 

## Localités
| Nom              | Statut         | Superficie (km²) | Population (2013) |
| ---------------- | -------------- | ---------------- | ----------------- |
| Kalocsa          | Ville          | 53,18            | 16 552            |
| Hajós            | Ville          | 89,92            | 3 115             |
| Solt             | Ville          | 132,67           | 6 488             |
| Dunapataj        | Grande-commune | 90,47            | 3 180             |
| Harta            | Grande-commune | 129,68           | 3 417             |
| Bátya            | Commune        | 33,86            | 2 060             |
| Drágszél         | Commune        | 12,59            | 326               |
| Dunaszentbenedek | Commune        | 23,24            | 865               |
| Dunatetétlen     | Commune        | 43,19            | 529               |
| Dusnok           | Commune        | 57,47            | 2 958             |
| Fajsz            | Commune        | 31,99            | 1 712             |
| Foktő            | Commune        | 31,46            | 1 628             |
| Géderlak         | Commune        | 18,74            | 1 020             |
| Homokmégy        | Commune        | 70,32            | 1 398             |
| Miske            | Commune        | 42,27            | 1 722             |
| Ordas            | Commune        | 16,52            | 420               |
| Öregcsertő       | Commune        | 43,06            | 809               |
| Szakmár          | Commune        | 74,64            | 1 237             |
| Újsolt           | Commune        | 32,98            | 181               |
| Újtelek          | Commune        | 9,56             | 355               |
| Uszód            | Commune        | 24,46            | 1 056             |